# Antonius John
Antonius John (* 6. Oktober 1922 in Ahlen; † 11. Mai 2016 in Bonn) war ein deutscher Wirtschaftsjournalist, Publizist und Politikwissenschaftler.

## Leben
Antonius John absolvierte eine Landwirtschaftslehre und war Soldat im Zweiten Weltkrieg. Nach Kriegsende studierte Volkswirtschaftslehre an der Rheinischen Friedrich-Wilhelms-Universität Bonn und wurde dort 1949 Mitglied der katholischen Studentenverbindung K.D.St.V. Borusso-Westfalia Bonn im CV. 1956 wurde er mit der Dissertationsschrift Die Problematik des industriellen Bundesvermögens in Bonn zum Dr. rer. pol. promoviert.
Er war seit 1948 in Bonn als Wirtschaftsjournalist tätig, zunächst für das „Handelsblatt“, später für den „Rheinischen Merkur“. Seit 1965 lehrte er an verschiedenen Hochschulen; an der Universität Koblenz-Landau wurde er zum Honorarprofessor für Politik und Zeitgeschichte ernannt. 1972 wurde er Pressesprecher des Deutschen Bauernverbandes; er übte dieses Amt 15 Jahre lang aus. Er war Procurator des Deutschen Agrarkollegiums.
Er war von 1972 bis 1991 Generalbevollmächtigter der Konstitutionellen (Exil-)Regierung von Estland für die Bundesrepublik Deutschland.
In den Nachkriegszeiten hatte er Kontakte zu christlich-sozialen Kreisen, die die in der britischen Besatzungszone die CDU begründeten. 1947 war er wesentlich involviert in den Entwurf des „Ahlener Programms“ im Ahlener Kloster St. Michael entstand und die Grundzüge der Wirtschaftspolitik der CDU in der neuen Bundesrepublik Deutschland darstellte.
John hat über 120 Bücher und Schriften veröffentlicht. 2007 erschien sein Buch Philipp von Boeselager. Widerstand und Gemeinwohl. Dem Reiterverband Boeselager, dem Kavallerie-Regiment Mitte zugeordnet, begegnete Antonius John erstmals an der Ostfront Mitte Mai 1943 im Raum Staiki. 1944 wurde John mit seiner Einheit dieser zur Brigade vergrößerten Truppe unterstellt.
Er unterstützte den Seligsprechungsprozess von Robert Schuman.

## Ehrungen
- Ehrung der Sowjetregierung und Akademie der Wissenschaften in Moskau und Orel für die Rettung des Museums mit dem Nachlass des russischen Dichters Iwan Sergejewitsch Turgenew in der Panzerschlacht um Kursk (1943; Unternehmen Zitadelle) (1974)[3]
- Wilhelm-Niklas-Medaille (1986)[3]
- Verdienstkreuz 1. Klasse des Verdienstordens der Bundesrepublik Deutschland (1988)
- Großes Verdienstkreuz des Verdienstordens der Bundesrepublik Deutschland (1997)[7]
- Weitere in- und ausländische Orden und Auszeichnungen

## Schriften (Auswahl)
- Ohne Bauern geht es nicht : Tatsachen u. Probleme d. dt. Landwirtschaft. Junfermann Paderborn 1965.
- Befragungen. Politiker, Staatsmänner, Zeitgenossen 1950-1980. Verlag Halft Hennef 1980, ISBN 3-925570-01-2.
- Patrioten, Gauner und andere. Bonner Randgeschichten 1949-1953. 1989, ISBN 3-924683-92-1.
- Rudolf Seiters. Bouvier-Verlag Bonn 1991, ISBN 3-416-02305-6.
- Begegnungen in Orel. Bouvier-Verlag Bonn 1991, ISBN 3-416-02376-5.
- Philipp von Boeselager. Freiherr, Verschwörer, Demokrat. Bouvier-Verlag Bonn 1994, ISBN 3-416-02507-5.
- Endzeit. Ostpreußisches Tagebuch 1945. Sonnack-Rohr Verlag Rheinbach 1995.
- Ahlener Programm und Bonner Republik, Vor 50 Jahren: Ideenwettlauf und Rivalitäten. Bouvier-Verlag Bonn 1997, ISBN 3-416-02673-X.
- Waidmannsheil, Exzellenz. Jagd- und Sittenbilder aus der Bonner Republik. Bouvier-Verlag Bonn 1997, ISBN 3-416-02644-6.
- Philipp von Boeselager: Widerstand und Gemeinwohl. Wahrnehmungen aus sechs Jahrzehnten. Bouvier-Verlag Bonn 2007 (2. Auflage), ISBN 3-416-03203-9.
- Kursk '43. Szenen einer Entscheidungsschlacht. Bonn 1993